# Grästorp
Grästorp er et byområde i Grästorps kommun i Västra Götalands län i Sverige. I 2010 var indbyggertallet 2.969.